# Tournoi de Nouvelle-Zélande de rugby à sept 2008
Navigation
2007 2009
Le tournoi de Nouvelle-Zélande de rugby à sept 2008 (en anglais : New Zealand rugby sevens 2008) est un tournoi de rugby à sept, comptant pour l'IRB Sevens World Series, qui se déroule les 1er et 2 février 2008 à Wellington. Les matchs sont disputés au Westpac Stadium. La Nouvelle-Zélande remporte la finale de la Cup face aux  Samoa.

## Équipes participantes
Seize équipes participent au tournoi :
- Afrique du Sud
- Angleterre
- Argentine
- Australie
- Canada
- Écosse
- États-Unis
- Fidji
- France
- Pays de Galles
- Îles Cook
- Kenya
- Nouvelle-Zélande
- Papouasie-Nouvelle-Guinée
- Samoa
- Tonga

## Phase de poules

### Poule A
| Rang | Pays                      | J | V | N | D | Pm  | Pe | Diff | Pts |
| ---- | ------------------------- | - | - | - | - | --- | -- | ---- | --- |
| 1    | Nouvelle-Zélande          | 3 | 3 | 0 | 0 | 103 | 7  | +96  | 9   |
| 2    | Samoa                     | 3 | 2 | 0 | 1 | 60  | 29 | +31  | 7   |
| 3    | Canada                    | 3 | 1 | 0 | 2 | 37  | 95 | -58  | 5   |
| 4    | Papouasie-Nouvelle-Guinée | 3 | 0 | 0 | 3 | 21  | 90 | -69  | 3   |

### Poule B
| Rang | Pays           | J | V | N | D | Pm | Pe | Diff | Pts |
| ---- | -------------- | - | - | - | - | -- | -- | ---- | --- |
| 1    | Fidji          | 3 | 3 | 0 | 0 | 88 | 28 | +60  | 9   |
| 2    | Pays de Galles | 3 | 2 | 0 | 1 | 48 | 52 | -4   | 7   |
| 3    | Îles Cook      | 3 | 1 | 0 | 2 | 42 | 74 | -32  | 5   |
| 4    | Angleterre     | 3 | 0 | 0 | 3 | 29 | 53 | -24  | 3   |

### Poule C
| Rang | Pays           | J | V | N | D | Pm | Pe | Diff | Pts |
| ---- | -------------- | - | - | - | - | -- | -- | ---- | --- |
| 1    | Afrique du Sud | 3 | 3 | 0 | 0 | 86 | 28 | +58  | 9   |
| 2    | Australie      | 3 | 2 | 0 | 1 | 57 | 38 | +19  | 7   |
| 3    | Kenya          | 3 | 1 | 0 | 2 | 26 | 52 | -26  | 5   |
| 4    | France         | 3 | 0 | 0 | 3 | 21 | 72 | -51  | 3   |

### Poule D
| Rang | Pays       | J | V | N | D | Pm | Pe | Diff | Pts |
| ---- | ---------- | - | - | - | - | -- | -- | ---- | --- |
| 1    | Écosse     | 3 | 2 | 1 | 0 | 52 | 19 | +33  | 8   |
| 2    | Tonga      | 3 | 2 | 0 | 1 | 57 | 50 | +7   | 7   |
| 3    | États-Unis | 3 | 1 | 1 | 1 | 33 | 52 | -19  | 6   |
| 4    | Argentine  | 3 | 0 | 0 | 3 | 36 | 57 | -21  | 3   |

## Phase finale

### Tournois principaux

#### Cup
Nouvelle-Zélande 22 – 17 Samoa 

#### Bowl
Pays de Galles 12 – 19 Afrique du Sud 

### Matchs de classement

#### Plate
Angleterre 12 – 7 Argentine 

#### Shield
États-Unis 22 – 17 Kenya 